# SlimRoms
SlimRoms(및 Slim7, Slim6, SlimLP, SlimKat or SlimBean)는 안드로이드 커스텀 롬이다. 주 기능은 사용자 인터페이스의 수많은 설정 옵션이다.
2015년 9월 2일부터 SlimRoms는 독일에서 LTD이며 이전에는 독일의 e. V. 소속이었다.

## 같이 보기
- 리니지OS
- 커스텀 안드로이드 배포판 목록